# 喜熨斗勝史
喜熨斗 勝史（きのし かつひと、1964年10月6日 - ）は、日本のサッカー指導者。日本サッカー協会公認S級コーチ（監督・コーチ・フィジカルコーチ）。東京都練馬区出身。東京大学大学院修了、日本体育大学卒業。
Jリーグでトップチームのコーチを歴任したのち、2015年に、中国スーパーリーグに移籍した。2021年より、セルビア代表のコーチに就任。欧州代表チーム初の日本人コーチ。2024年11月にマレーシアの強豪、セランゴールFCの監督に就任した。語学力を活かし、グラウンドでは英語、ポルトガル語での指導もできる。

## 来歴
東京出身。祖父は二代目市川小太夫 。初代市川猿翁は大伯父という歌舞伎俳優一家に生まれた。幼いころに両親は別居をし、母親とつましい暮らしをしていた。
練馬区立下石神井小学校在学時、2年時の担任に勧められて「下石神井サッカー団」に所属、サッカーの楽しさを知る。練馬区立上石神井中学校を経て帝京高校に合格したが、学費の安い都立高校に進学する。
日本体育大学卒業後、教員に勤めながら東京大学大学院総合文化研究科に入学。東京都高校体育連盟サッカー地区選抜のコーチや監督を歴任し、同修士課程中から、1995年にベルマーレ平塚でプロ指導者キャリアを始める。一方、プロ選手歴はないが関東サッカーリーグでフォワードとして29歳までプレーした経験がある。その後同博士課程で学びつつ、97年に教員を退職してベルマーレ平塚トップチームのコーチを務めたのをはじめ、Jリーグ所属のプロクラブ（セレッソ大阪、浦和レッズ、大宮アルディージャ）でコーチやフィジカルコーチを歴任。
2004年には尚美学園大学サッカー部をヘッドコーチとして指導し、関東大学リーグ2部に昇格させたほか、同年には三浦知良のパーソナルコーチとして契約。2005年以降は後に三浦知良が所属する横浜FCでコーチを務め、2006年には横浜FCをJ2リーグ優勝に導いてのJ1昇格を、2010年にはグランパスのJ1初優勝を陰で支えた。
2007年4月-2010年3月、早稲田大学スポーツ科学学術院の研究員。2008年4月-2011年3月、日本体育大学大学院でコーチ学、2014年4月-2015年8月、愛知学泉大学現代マネージメント学科でスポーツ戦略・戦術論の非常勤講師も務めた。
2008年シーズンより名古屋グランパストップチームのフィジカルコーチに就任し、ドラガン・ストイコビッチ監督を支えた。2009年4月にJFA 公認S級コーチライセンスを取得。ストイコビッチ退任後も2014年から2015年8月まで名古屋グランパスのアシスタントコーチを務めた。
2015年8月よりストイコビッチが中国スーパーリーグの広州富力監督に就任し、ヘッドコーチ格としてスタッフ入りしている。
2021年3月、ストイコビッチのセルビア代表監督就任に伴いコーチに就任。ストイコビッチは代表監督を引き受けるにあたって喜熨斗の入閣を条件としていた。22年カタールW杯では日本人としては初めて、欧州の代表チームのスタッフとして活動した。
2023年11月、欧州選手権予選を2位で突破し、セルビアとしては初（ユーゴスラビアとして出場してから、24年ぶり）の欧州選手権（EURO2024）本大会の出場を果たした。
2024年11月、セルビア代表を辞任し、マレーシアスーパーリーグに所属する、強豪セランゴールFCの監督に就任した。
また、財団法人生涯学習開発財団公認ビジネスコーチの資格も持ち、コミュニケーションやモチベーションコントロールのスキルを多方面にわたり発揮している。

## 選手歴
- 1983年 -  : 日本体育大学
- 1991年 -  : 東京教員クラブ　(東京都社会人1部リーグ)
- 1993年 -  1994年   : 青梅FC　(関東サッカーリーグ)

## 指導歴
- 1995年6月 - 1996年: ベルマーレユース フィジカルコーチ
- 1997年 - 1999年: ベルマーレ平塚 フィジカルコーチ
- 1999年 - 2002年: セレッソ大阪 フィジカルコーチ
- 2002年: 浦和レッドダイヤモンズ フィジカルコーチ
- 2003年: 大宮アルディージャ フィジカルコーチ
- 2004年
  - 尚美学園大学サッカー部 ヘッドコーチ
  - 東京YMCA社会体育保育専門学校 監督
  - 三浦知良 パーソナルコーチ
- 2005年: 横浜FC コーチ
- 2006年 - 2008年: 横浜FC フィジカルコーチ（チーフフィジカルディレクター）
- 2008年 - 2013年: 名古屋グランパス フィジカルコーチ
- 2014年 - 2015年8月: 名古屋グランパス コーチ
- 2015年8月 - ： 広州富力 トップチーム コーチ 兼 ユースアカデミー テクニカルディレクター(U9監督兼任）
- 2019年11月-12月　同クラブトップチーム監督代行
- 2021年3月: セルビア代表コーチ[4]
- 2024年11月: セランゴールFC監督

## 著作物
DVD
- フィジコ・テクニコトレーニング（ジャパンライム、2008年）
- サッカー選手/フットサル選手のためのSPEED・AGILITY・COORDINATION トレーニング (リアルスタイル、2010年)
- トータルテクニカルトレーニング （ジャパンライム、2011年）

著書
- 超一流　自己実現力 （学習研究社、2008年）
- サッカーのコンディショニング　第 III 章　（大修館書店、2010年）